# Lestinogomphus angustus
Lestinogomphus angustus là một loài chuồn chuồn ngô thuộc họ Gomphidae.
Nó chỉ được tìm thấy ở Châu Phi, chủ yếu ở nửa miền đông, xa về phía bắc tới Kenya, nơi cùng với Malawi, Tanzania và Uganda thì loài này là phổ biến rộng, nếu như không phải là thường thấy; và về phía nam đến Nam Phi cũng như ở Botswana, Mozambique, Namibia, Zambia, Zimbabwe. Sự hiện diện tại Angola, Cộng hòa Dân chủ Congo, Eswatini, Mali và Somalia là không chắc chắn.
Các môi trường sống tự nhiên của chúng là các sông suối nước ngọt trong vùng nhiệt đới và cận nhiệt đới, các vùng rừng hành lang hay các ốc đảo nước ngọt có rừng trong các vùng thảo nguyên cây bụi. Loài này bị ô nhiễm sông và phá hủy môi trường sống đe dọa.
Do thiếu rõ ràng trong tình trạng phân loại nên L. africanus thường xuyên bị lẫn lộn với loài này về mặt phân loại học.